# تیم ملی فوتبال زیر ۲۳ سال ماکائو
تیم ملی فوتبال زیر ۲۳ سال ماکائو (به انگلیسی: Macau national under-23 football team) تیم فوتبال جوانان کشور ماکائو است و زیر نظر فدراسیون فوتبال ماکائو فعالیت می‌کند. این تیم نمایندهٔ ماکائو در بازی‌های المپیک و بازی‌های آسیایی است.